# Ратимир Стојадиновић
Ратимир или Ратко Стојадиновић (Београд, 17. јануар 1913 — Београд, 1975) био је вајар.

## Биографија
Рођен је у Београду 1913. године. 
Завршио је Правни факултет. Након тога је боравио у Паризу где је студирао уметност.
Током окупацију у Другом светском рату је ухапшен и спроведен у Логор на Бањици.
Након ослобођења је радио у атељеу Томе Росандића.
Од 1949. је био сарадник у Државној мајсторској радионици за ликовну уметност. Израђивао је портрете и женске актове. Карастеристичан је по издуженим, продуховљеним статичним или дискретно фиксираним покретима.
Аутор је:
- споменика НОБ у Горњем Милановцу[1] (1955)
- бронзаног споменика у парку испред општине у Сомбору
- скулптуре „Размишљање“ у Безистану на Теразијама у Београду
- затим бронзаног Женског акта и Женског торза изложених у ентеријеру Палати Србија на Новом Београду

Припадао је групи „Простор 8” (1957–1958), са Јованом Солдатовићем, Александром Зарином, Мишом Поповићем, Јованом Кратохвилом, Милошем Сарићем, Олгом Јанчић, Аном Бешлић, који су настојали да докажу многострукост значења скулптуре у оквиру архитектонских целина и градова.
Излагао је на колективним изложбама у земљи и иностранству.
Умро је у Београду. Сахрањен је у Аркадама на Новом гробљу у Београду.